# Deutsch-Test für Zuwanderer
De Deutsch-Test für Zuwanderer (DTZ) is een taaltest, die speciaal gemaakt is voor de mensen die naar Duitsland gekomen zijn. Het is de afsluiting van het taal gedeelte van de Integrationskurs, de Duitse variant van wat in Nederland de inburgeringscursus genoemd wordt. Indien de taaltest met succes wordt afgesloten kan men een verblijfsvergunning krijgen in Duitsland. Daarmee is deze test een onderdeel van de regelingen voor migranten.

## Testontwikkelaars
- Goethe-Institut
- Telc GmbH

## Weblinks
- Rahmencurriculum für Integrationskurse - Deutsch als Zweitsprache
- Prüfungshandbuch Beschreibung der Tests und der Ziele.